# Maria Leopoldina van Oostenrijk
Maria Leopoldina van Oostenrijk (Innsbruck, 6 april 1632 - Wenen, 7 augustus 1649) was van 1648 tot aan haar dood keizerin van het Heilige Roomse Rijk, koningin-gemalin van Bohemen en koningin-gemalin van Hongarije. Ze behoorde tot het huis Habsburg.

## Levensloop
Maria Leopoldina was de jongste dochter van aartshertog Leopold V van Oostenrijk en Claudia de' Medici, dochter van Ferdinando I de' Medici, groothertog van Toscane.
Op 2 juli 1648 huwde Maria Leopoldina in Linz met keizer Ferdinand III (1608-1657), die twee jaar eerder na het overlijden van zijn eerste echtgenote Maria Anna van Oostenrijk weduwnaar geworden was. Door het huwelijk werd ze keizerin van het Heilige Roomse Rijk en koningin-gemalin van Hongarije en Bohemen.
Op 7 augustus 1649 beviel ze van een zoon Karel Jozef (1649-1664), die later bisschop van Passau, Olomouc en Breslau en grootmeester van de Duitse Orde werd. Dezelfde dag stierf Maria Leopoldina echter aan de gevolgen van de bevalling, zeventien jaar oud en dertien maanden gehuwd.
Ze werd bijgezet in de Kapuzinergruft in Wenen.